# Луи II (Франция)
Луи II (на латински: Ludowicus Balbus, на френски: Louis II de France, Louis le Bègue; * 1 ноември 846; † 10 април 879, Компиен) е най-големият и единствен останал жив син и наследник на Карл II Плешиви и на Ирментруда Орлеанска. Известен е с прякора „Заекващият“ заради говорния му дефект, който му пречи да се изразява на публични места и уронва авторитета му.

## Биография
Карл II, бащата на Луи II, избира Аделаида за съпруга на сина си, но 16-годишният Луи II се жени тайно против волята на баща си през 862 г. за 36-годишната Ансгард от Бургундия, дъщеря на граф Ардуин Бургундски.
През 867 г. Луи II е коронясан за крал на Аквитания. Император Карл II анулира брака му с Ансгард чрез папата и го жени през февруари 875 г. за Аделаида.
От 877 г. Луи II е крал на франките. Заради близката им роднинска връзка с Аделаида папата отказва да я короняса на събора в Троа през 878 г. Луи II е физически слаб и на практика няма никакво политическо влияние, той е изцяло засенчен от аристокрацията.
Умира през 879 г. и Аделаида ражда малко след това Шарл III.
- Луи II
- Луи II (в средата) получава владетеските инсигнии от мащехата му Рихилда (миниатюра от Grandes Chroniques de France)

## Деца
От първия брак с Ансгард Бургундска има децата:
- Луи III (863/865 – 882) крал на Франция от 879 година
- Карломан (866 – 884) крал на Франция от 879 година
- Хилдегард
- Жизела (869 – до ноември 894); мъж: Роберт I (убит февруари или октомври 886 година), граф Троа от 876 година

От втория му брак с Аделаида от Фриули има децата:
- Ерментруда (875/878 — ок. 892?)
- Шарл III Простоватия (879 – 929), който се появява на бял свят след смъртта на Луи ІІ; крал на Франция през 893 — 922 г.